# Copa Rio 1993
In 1993 werd de derde editie van de Copa Rio gespeeld voor voetbalclubs uit de Braziliaanse staat Rio de Janeiro. De winnaar plaatste zich voor de Copa do Brasil 1994. De competitie werd georganiseerd door de FERJ en werd gespeeld van 21 augustus tot 29 november. Vasco da Gama werd kampioen. 

## Groep Hoofdstad

### Eerste fase

#### Groep 1
| Plaats | Clu           | Wed. | W | G | V | Saldo | Ptn. |
| ------ | ------------- | ---- | - | - | - | ----- | ---- |
| 1.     | Bangu         | 6    | 4 | 2 | 0 | 7:1   | 10   |
| 2.     | Campo Grande  | 6    | 3 | 2 | 1 | 6:3   | 8    |
| 3.     | São Cristóvão | 5    | 0 | 3 | 2 | 0:2   | 3    |
| 4.     | Olaria        | 5    | 0 | 1 | 4 | 1:8   | 1    |

|  | Geplaatst voor tweede fase |

#### Groep 2
| Plaats | Clu        | Wed. | W | G | V | Saldo | Ptn. |
| ------ | ---------- | ---- | - | - | - | ----- | ---- |
| 1.     | America    | 6    | 5 | 0 | 1 | 12:3  | 10   |
| 2.     | Madureira  | 6    | 3 | 1 | 2 | 7:5   | 7    |
| 3.     | Bonsucesso | 6    | 1 | 2 | 3 | 7:10  | 4    |
| 4.     | Portuguesa | 6    | 1 | 1 | 4 | 6:14  | 3    |

|  | Geplaatst voor tweede fase |

### Tweede fase

#### Groep 1
| Plaats | Clu           | Wed. | W | G | V | Saldo | Ptn. |
| ------ | ------------- | ---- | - | - | - | ----- | ---- |
| 1.     | Vasco da Gama | 3    | 2 | 1 | 0 | 3:1   | 5    |
| 2.     | Madureira     | 3    | 1 | 2 | 0 | 1:0   | 4    |
| 3.     | Botafogo      | 3    | 1 | 0 | 2 | 3:4   | 2    |
| 4.     | Bangu         | 3    | 0 | 1 | 2 | 1:3   | 1    |

|  | Geplaatst voor finale hoofdstad en eindronde |

#### Groep 2
| Plaats | Clu          | Wed. | W | G | V | Saldo | Ptn. |
| ------ | ------------ | ---- | - | - | - | ----- | ---- |
| 1.     | Flamengo     | 3    | 1 | 2 | 0 | 4:3   | 4    |
| 2.     | America      | 3    | 2 | 0 | 1 | 6:5   | 4    |
| 3.     | Campo Grande | 3    | 1 | 1 | 1 | 5:4   | 3    |
| 4.     | Fluminense   | 3    | 0 | 1 | 2 | 4:7   | 1    |

|  | Play-off voor finale Hoofdstad en eindronde |

Play-of
|                     |          |       |         |  |
| 18 oktober Play-off | Flamengo | 4 – 1 | America |  |
| 18 oktober Play-off |          |       |         |  |

### Finale
|                     |          |       |               |  |
| 28 oktober Play-off | Flamengo | 1 – 0 | Vasco da Gama |  |
| 28 oktober Play-off |          |       |               |  |

## Groep Binnenland

### Eerste fase
Americano en Volta Redonda hadden een bye voor de eerste ronde. 

#### Groep 1
| Plaats | Clu          | Wed. | W | G | V | Saldo | Ptn. |
| ------ | ------------ | ---- | - | - | - | ----- | ---- |
| 1.     | Entrerriense | 5    | 5 | 0 | 0 | 12:0  | 10   |
| 2.     | Friburguense | 5    | 2 | 1 | 2 | 7:4   | 5    |
| 3.     | Serrano      | 6    | 2 | 0 | 4 | 2:8   | 4    |
| 4.     | Mesquita     | 6    | 1 | 1 | 4 | 2:7   | 3    |

|  | Geplaatst voor tweede fase |

#### Groep 2
| Plaats | Clu       | Wed. | W | G | V | Saldo | Ptn. |
| ------ | --------- | ---- | - | - | - | ----- | ---- |
| 1.     | Itaperuna | 6    | 4 | 1 | 1 | 6:2   | 9    |
| 2.     | Boavista  | 6    | 2 | 4 | 0 | 2:1   | 8    |
| 3.     | Saquarema | 6    | 1 | 3 | 2 | 4:3   | 5    |
| 4.     | Olympico  | 6    | 0 | 2 | 4 | 1:7   | 2    |

|  | Geplaatst voor tweede fase |

### Tweede fase
De finalisten plaatsten zich voor de eindronde. 
|  | Halve finale  | Halve finale | Halve finale |   |           | Finale | Finale | Finale |
|  |               |              |              |   |           |        |        |        |
|  | Americano     | 0            | 1            |   |           |        |        |        |
|  | Itaperuna     | 0            | 0            |   |           |        |        |        |
|  | Itaperuna     | 0            | 0            |   | Americano | 1      | 3      |        |
|  |               |              |              |   | Americano | 1      | 3      |        |
|  |               | Entrerriense | 0            | 0 |           |        |        |        |
|  | Volta Redonda | Entrerriense | 0            | 0 | 1         | 1      |        |        |
|  | Volta Redonda |              |              |   | 1         | 1      |        |        |
|  | Entrerriense  | 2            | 2            |   |           |        |        |        |

## Eindronde
In geval van gelijkspel of als beide clubs één wedstrijd winnen worden er strafschoppen genomen, tussen haakjes weergegeven.
|  | Halve finale  | Halve finale | Halve finale |   |               | Finale | Finale | Finale |
|  |               |              |              |   |               |        |        |        |
|  | Americano     | 0            | 2            |   |               |        |        |        |
|  | Vasco da Gama | 2            | 3            |   |               |        |        |        |
|  | Vasco da Gama | 2            | 3            |   | Vasco da Gama | 2      | 1      |        |
|  |               |              |              |   | Vasco da Gama | 2      | 1      |        |
|  |               | Flamengo     | 0            | 0 |               |        |        |        |
|  | Flamengo      | Flamengo     | 0            | 0 | 3             | 4      |        |        |
|  | Flamengo      |              |              |   | 3             | 4      |        |        |
|  | Entrerriense  | 3            | 0            |   |               |        |        |        |

## Kampioen
| Copa Rio de 1993                  |
| Rio de Janeiro                    |
| --------------------------------- |
| VASCO DA GAMA Kampioen (2° titel) |